# 居庸关
居庸關是明长城其中一座出名的關城，與附近的八达岭長城同為首都北京西北方的重要屏障，与倒馬關和紫荆關合称“内三關”。居庸关也是太行八陉中军都陉的重要关隘，始建于秦代。

## 地理位置
居庸關位於北京西北部，距北京約60公里。居庸關設於太行山餘脈之軍都山峽谷之間的关沟，兩側均有高山聳立，縱深約20公里，地勢險要。

## 歷史

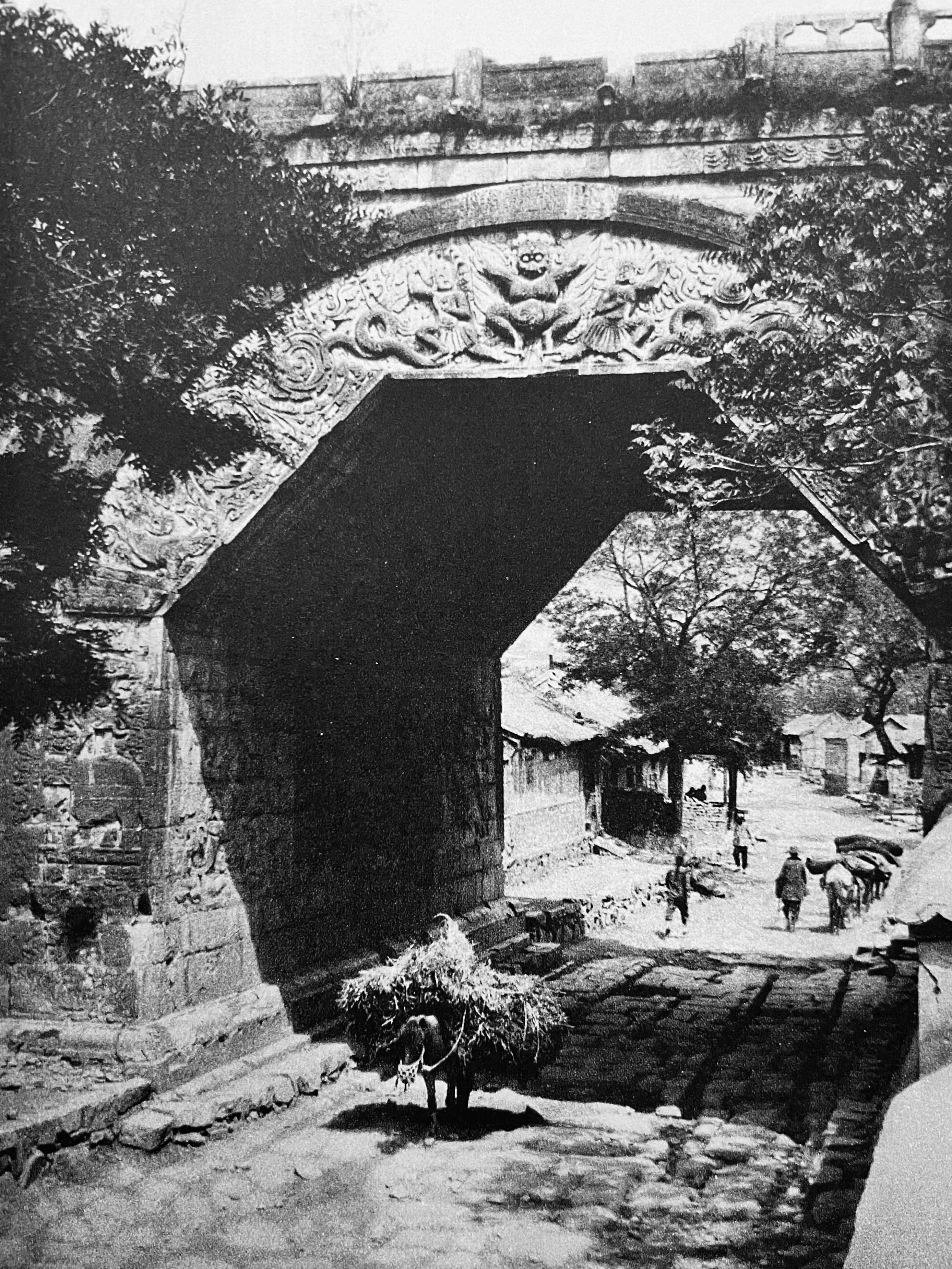
清末的居庸关云台

早於春秋戰國時期，呂氏春秋就有關居庸的記載，道“天下九塞，居庸其一”。居庸關的建設則始於漢代，當時亦只是作為郡縣間的關口，並未納於長城的建築體制內。
到了北魏時代，居庸關才修築成長城的一部分，並建設成長城上其中一座重要的關口。此後歷代均有加築修建，進一步成為北京西北方的軍事重鎮。

### 明代军制
明朝时期，为了对抗外长城以北的蒙古，守卫京师。后在九镇之外，增加了昌平镇总兵与真保镇总兵。居庸关属于昌平镇下属的三参将之一（另外两个参将是黄花城与镇边城）。而八达岭设守备，隶属于居庸关参将。

## 建築體制

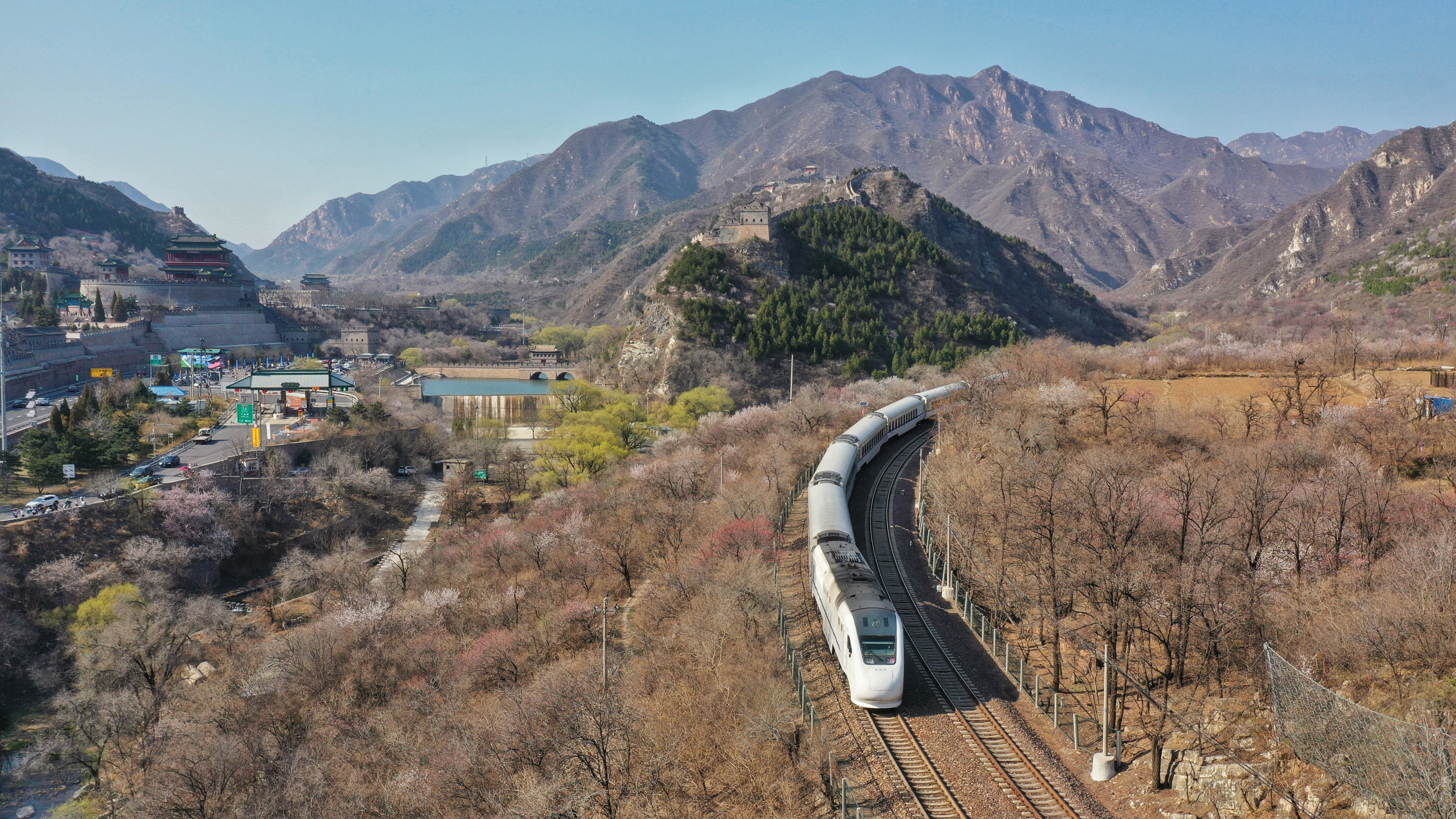
S207从居庸关（图左）前驶过。

居庸關為四面均建有城牆，設南北兩道關門，關門外均築有瓮城。兩側架設有敵樓與烽火台，方便傳訊。
作為京城西北之要塞屏障，居庸關擁有完善的防御體系。自北而南分別由岔道城、居庸外鎮（八達嶺）、上關城、中關城（居庸關）及南口五道防線組成，而居庸關則作為整個體制之指揮中心。
居庸關、八达岭及附近的长城被称为燕京八景之一的居庸叠翠。

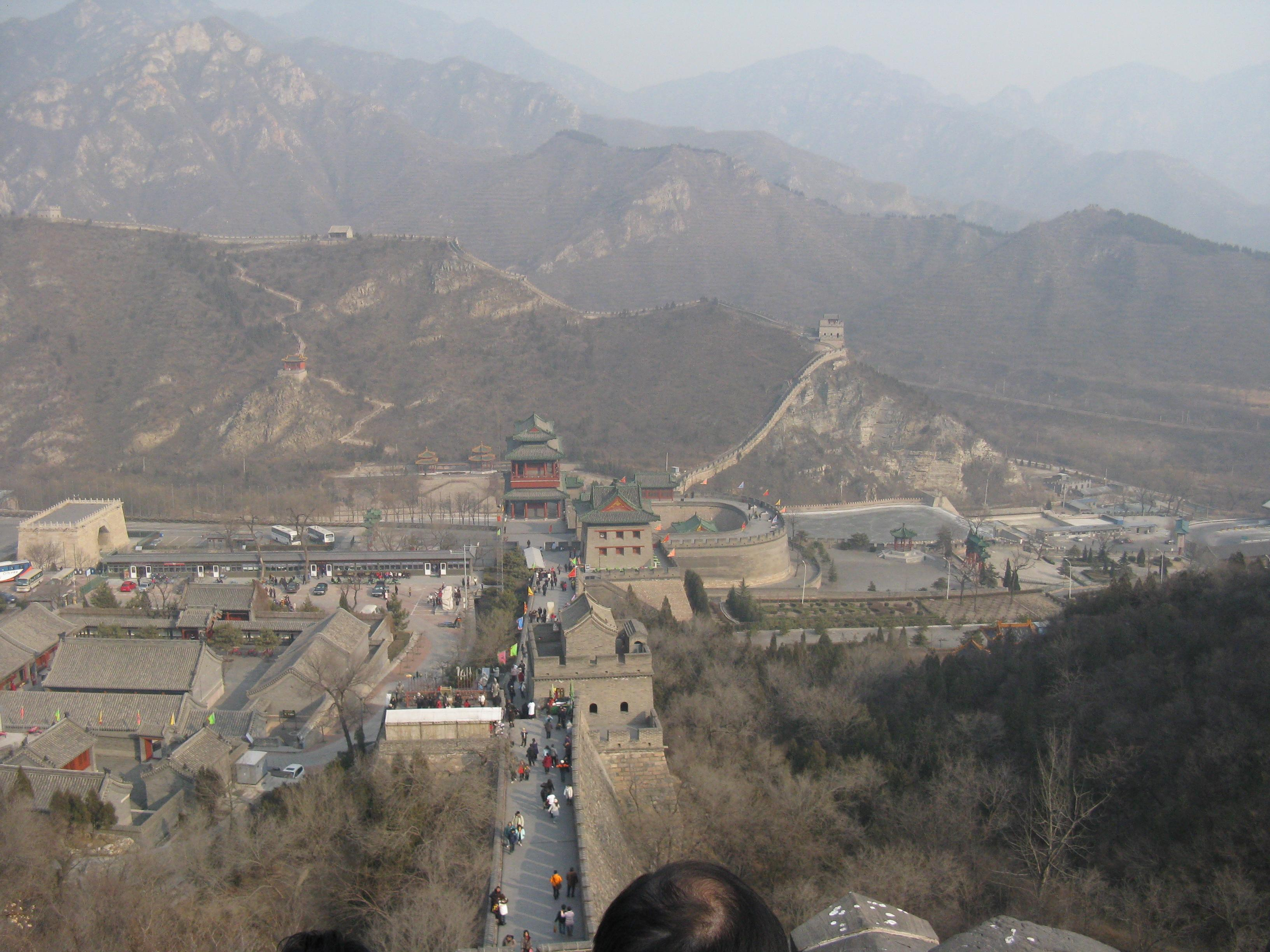
從居庸关向下俯視

## 參看
- 长城
- 八达岭
- 燕京八景
- 居庸关火车站
- 居庸关都城隍庙